# Tabernaemontana heyneana
Tabernaemontana alternifolia là một loài thực vật thuộc họ Apocynaceae (Dogbane). Đây là loài đặc hữu của Ấn Độ.

## Hình ảnh

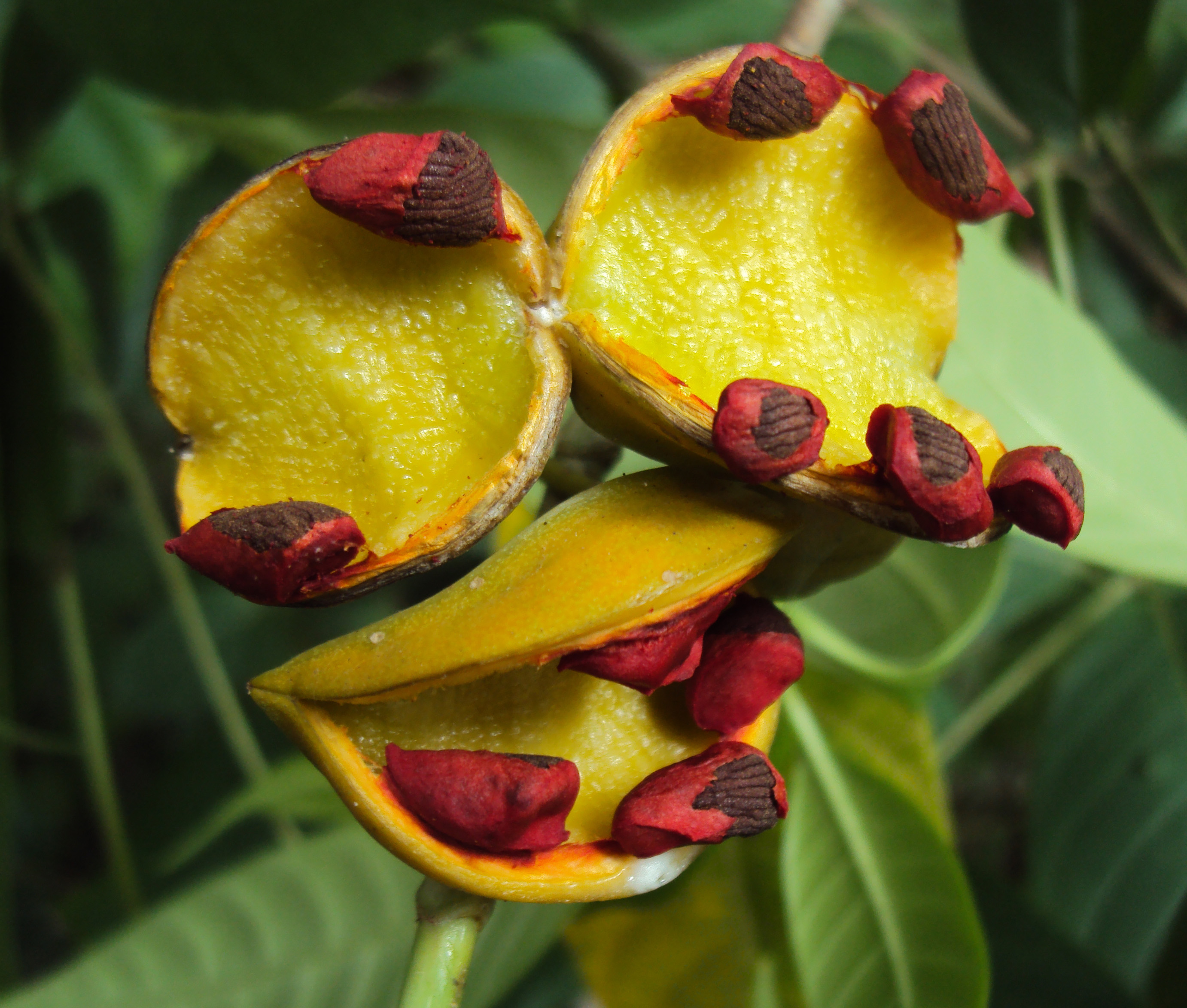
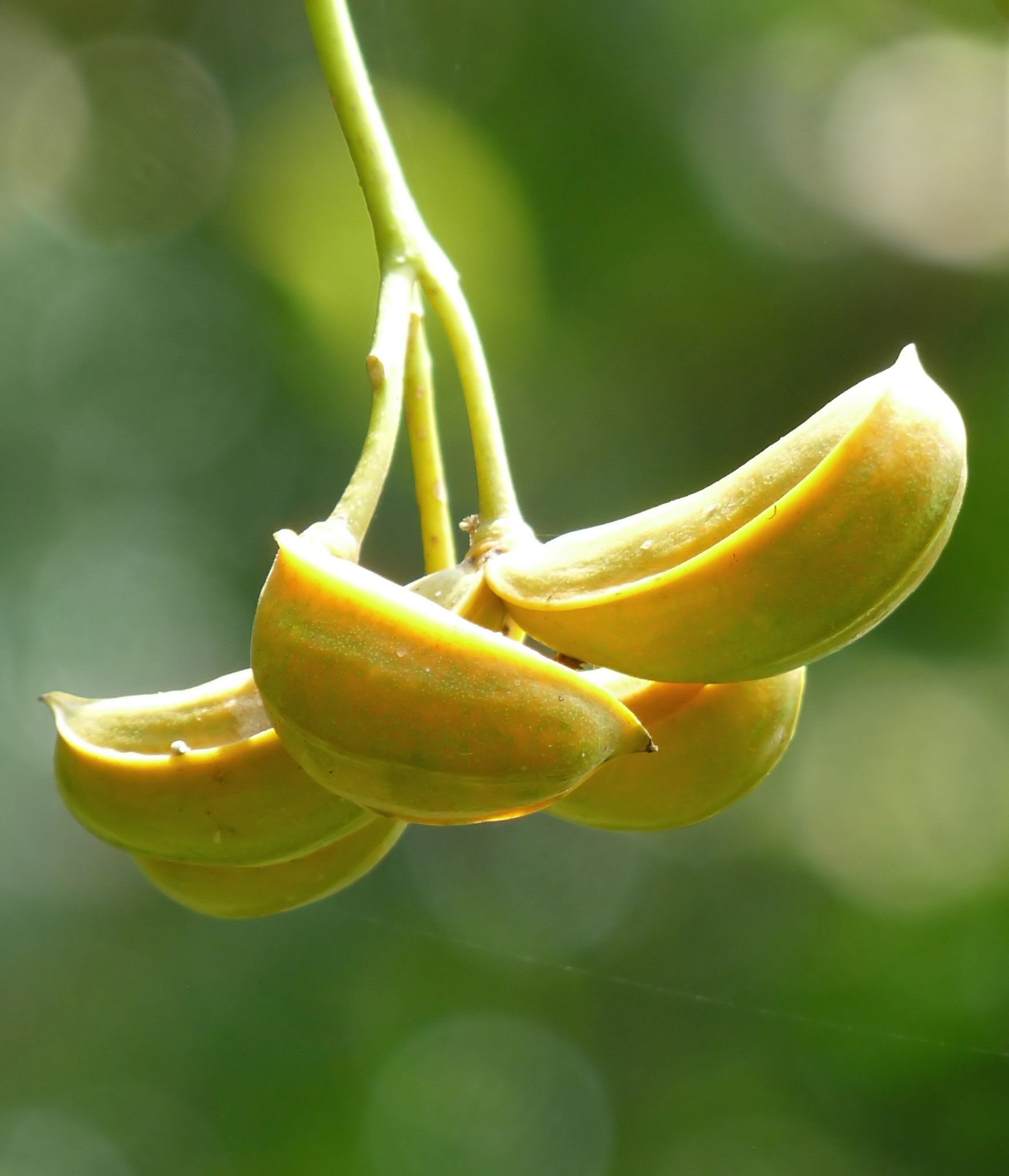
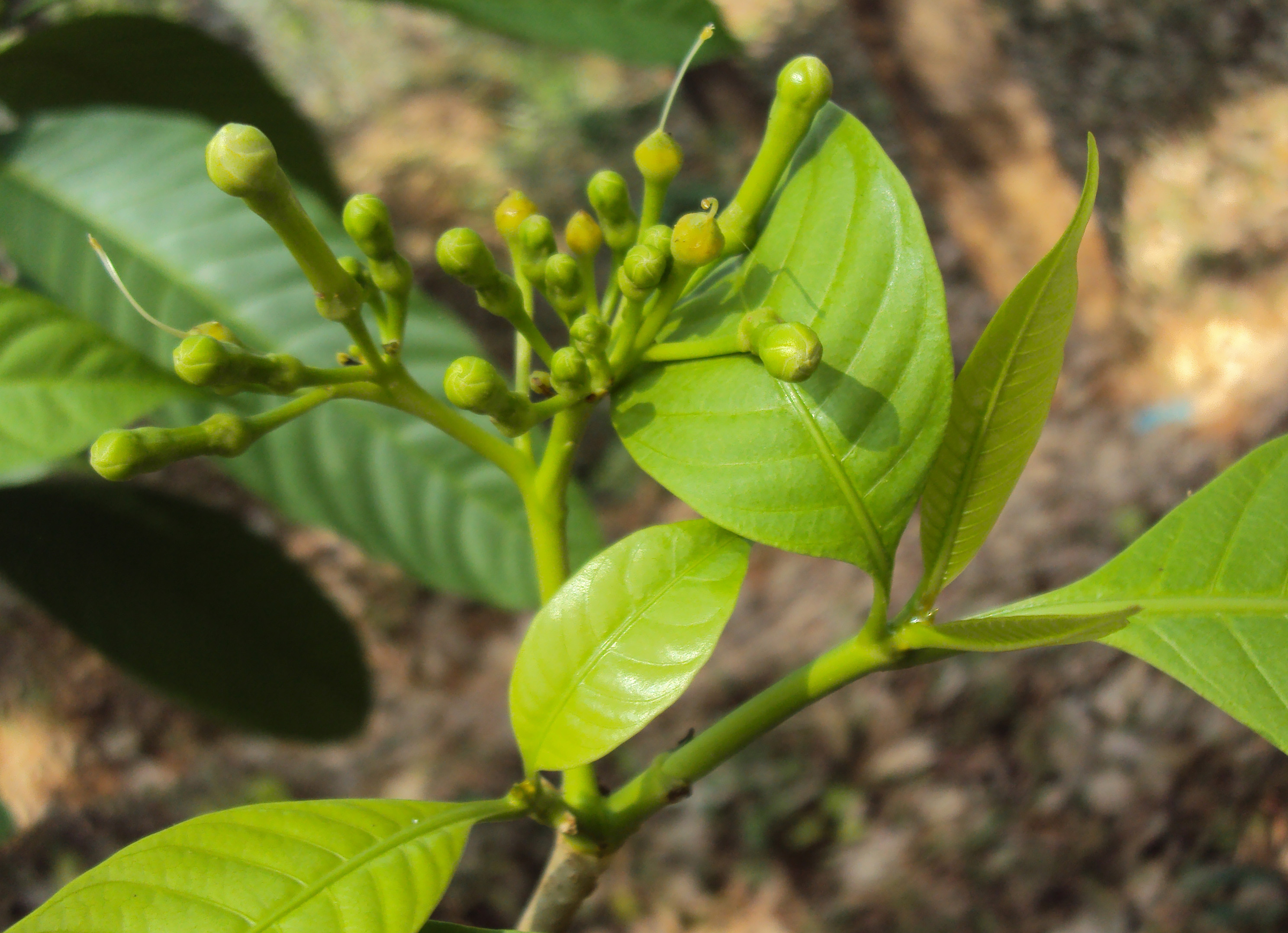
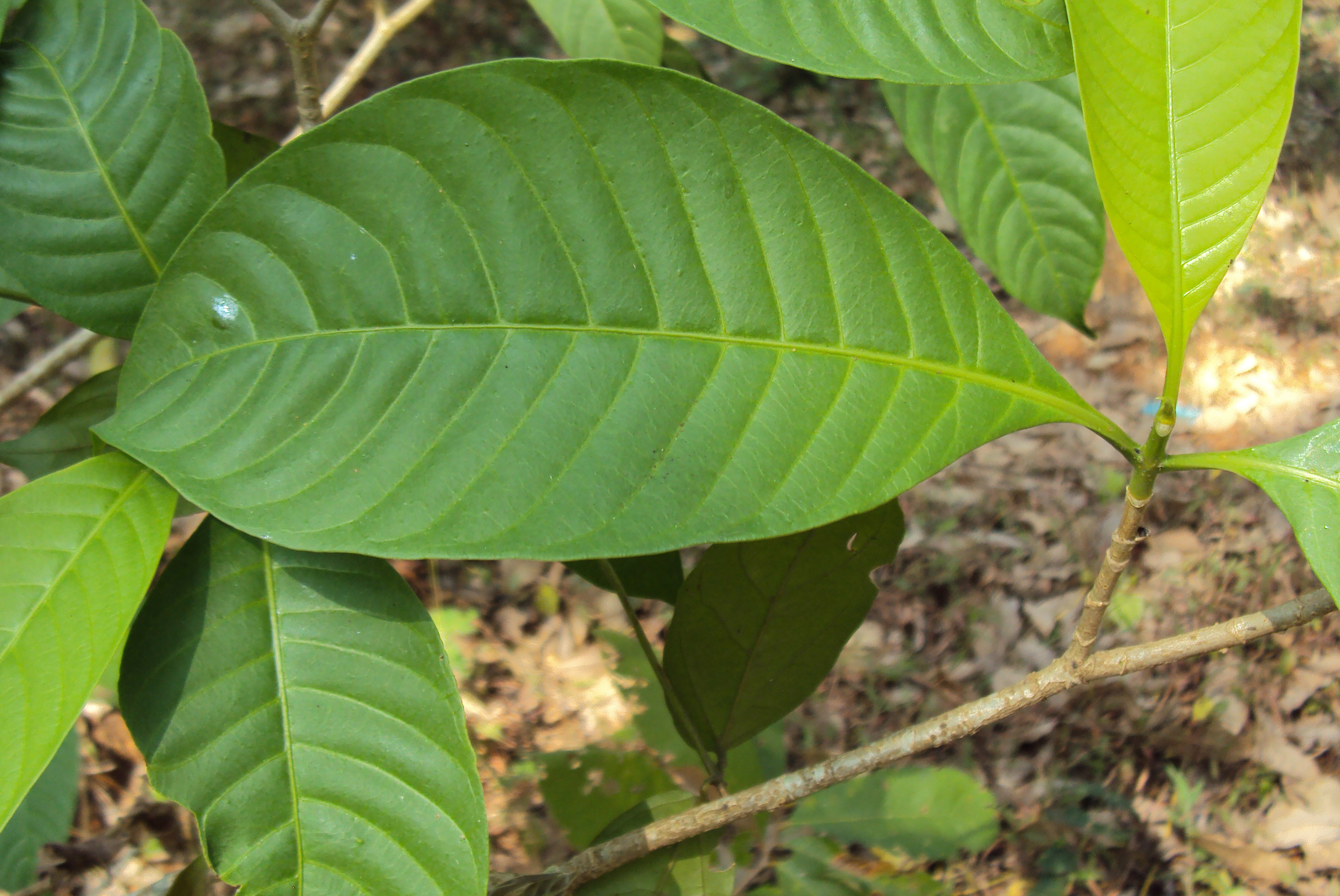